# Jarl F. Lundquist
Jarl F. Lundquist, finski general, * 1896, † 1965.